# Navara
 Ovo je glavno značenje pojma Navara. Za druga značenja pogledajte Navara (razdvojba).
Navara (špa. Navarra, bas. Nafarroa) je španjolska autonomna zajednica, smještena na sjeveru Španjolske. Njezin službeni naziv na španjolskom glasi Comunidad Foral de Navarra (španjolska riječ foral dolazi od riječi fuero što znači bula, sloboština, povlastica).
Navara graniči na zapadu s Baskijom (s provincijama Guipúzcoa i Álava), na jugu s autonomnom zajednicom La Rioja, na istoku s Aragonijom (s provincijama Zaragoza i Huesca), te na sjeveru s Francuskom.
Sastoji se od 272 općine, i ima 593.472 stanovnika (2005.), od kojih otprilike trećina živi u njezinom glavnom gradu Pamploni (193.328 stanovnika). Navarra je tzv. jednoprovincijalna autonomna zajednica.
Navarra je mješavina baskijskog utjecaja iz planinskog područja Pireneja, i mediteranskog utjecaja iz doline rijeke Ebro.
Iz njezine duge političke povijesti, sadašnja upravno-pravna organizacija ima za osnovu Statut autonomije (Amejoramiento del Fuero) iz 1982., koji uključuje tradicionalni sustav povijesno stečenih prva i sloboština (fueros), priznatih i španjolskim Ustavom iz 1978.
Navarra, kao i druge autonomne zajednice, ima svoj Parlament (Parlamento de Navarra) i Vladu (Gobierno de Navarra). Zdravstvo, zapošljavanje, obrazovanje i socijalna skrb, zajedno sa stanogradnjom, urbanim planiranjem, politikom zaštite okoliša, u nadležnosti su njezinih autonomnih institucija. Za razliku od drugih regija (osim Baskije i Katalonije, prema novom statutu), Navara ima i autonomiju pri ubiranju poreza, iako mora slijediti neke smjernice koje utvrđuje središnja španjolska vlada.
Tradicionalno, Navara je bila mala agrarna i slabo razvijena regija. Danas je jedna od bogatijih autonomnih zajednica zahvaljujući prije svega razvoju industrije i uslužnih djelatnosti u Pamploni, glavnom gradu zajednice. Stopa nezaposleosti je među najnižima u Španjolskoj (7,41% 2005.), a dohodak po glavi stanovnika (kao i u cijeloj južnoj Baskiji) među najvišim.

## Povijest
Tijekom Rimskog Carstva, Vasckonci-predrimsko pleme naseljeno na južnim obroncima Pirineja zauzeli su prostor koji bi u konačnici postao Navara. U planinskom sjeveru, Vascones su pobjegli iz velikih rimskih naselja, ali ne toliko u ravnija područja na jugu, koja su bila pogodna za velika rimska naseljavanja.
Ni Vizigoti niti Mauri nisu nikad u potpunosti pokorili ovaj prostor. Godine 778., Baski su pobijedilu franačku vojsku u bitci kod Roncesvallesa. Dvije generacije kasnije, godine 824.,poglavica Íñigo Arista izabran je za kralja Pamplone položivši temelje za kasniju Kraljevinu Navaru. To kraljevstvo doživjelo svoj vrhunac za vrijeme vladavine Sancha III., a obuhvaćalo je područja današnje Navare, Baskije, i La Rioje, zajedno s dijelovima moderne Kantabrije, Kastilje-Leona i Aragona.
Nakon što je umro Sancho III., Kraljevina Navara je podijeljena između njegovih sinova. Ona nikada nije u potpunosti vratila svoju političku moć, iako se njena trgovačka važnosti povećala naon što su što su trgovci i hodočasnici prešli Put Svetog Jakova, prelazeći kraljevstvo. Navara se borila uz druga kršćanska španjolska kraljevstva u odlučujućoj bitci za Las Navas de Tolosa godine 1212., nakon čega su muslimanska osvajanja Iberijskog poluotoka polako svedena na mala područja oko Granade godine 1252. Zbog svog strateškog položaja, Navara se često borila da zadrži svoju cjelovitost protiv jačih kraljevstva na istoku (Aragon) i zapadu (Kastilija). Njena kraljevska obitelj ženila se s francuskim plemićima, ali Navarezi su zadržavali svoje jake gradski bazirane demokratske tradicije, što ne samo da je držalo ceste održavanima, već je i ograničavalo aristokratsku moć. Godine 1469. brak kraljice Isabelle od Kastilje-Leona i kralja Ferdinanda od Aragona-Katalonije ujedinio je ta tim kraljevstva u ono što je postalo Kraljevina Španjolska. Iako je njihova vojna pažnja ostala usredotočena na preostali muslimanskog carstva na jugu, i Navari su dani bili odbrojani. Napori da se planinsko kraljevstvo stopi u novoformiranu Kraljevinu Španjolsku brakom u konačnici nisu uspjeli.
Godine 1515., nakon rata Lige Cambrai, većina Navare južno od Pireneja (Gornja Navara) je apsorbirana u Španjolsku, ali je zadržala neki stupanj autonomije. Navareška je kraljevska obitelj pobjegla u male dijelove Navare sjeverno od Pirineja (Donja Navarra), a njihovi vojni pokušaji vraćanja svog kraljevstva nisu uspjeli. Kraljica Jeanne d'Albret postala je poznata hugenotkinja i njezin sin postao francuski kralj Henrik IV., osnivač Dinastije Bourbon, čiji je ogranak mnogo kasnije došao na vlast u Španjolskoj. Uz proglašenje Francuske Republike i smaknuće Luja XVI., posljednjeg kralja Francuske i Navare, kraljevstvo je uklopljeno u unitarnu francusku državu.

## Zemljopis i klima
Navara nalazi se u sjevernoj Španjolskoj. Na sjeveru graniči s francuskim departmanom Atlantski Pireneji, u regiji Akvitaniji, na zapadu s baskijskom autonomnom zajednicom, La Riojom na jugu i s Aragonom na istoku. Zemljopis Navare je, unatoč malim dimenzijama, vrlo raznolik. Većina teritorija je brdovito i njime dominirala gorje Pirineja, za razliku od ravnice u dolini Ebro i južno od La Ribera.
Navara se sastoji od 272 općine, i ima ukupnu populaciju od 601.874 (prema popisu iz 2006.), od čega oko jedna trećina živi u glavnom gradu, Pamploni (195769 stanovnika.), a polovica u metroplitanskom području Pamplone (315988 stanovnika). U regiji nema drugih velikih općina. Sljedeće najveće su Tudela (32802), Barañáin (22401), Burlada (18388), Estella-Lizarra (13892 ), Zizur Mayor (13197), Tafalla (11040), Villava/Atarrabia (10295), i Ansoáin (9952). Općina Petilla de Aragón unutar županije Sangüesa/Zangoza je u potpunosti okružena teritorijem Aragona i čine je 2 enklave: sam grad Petilla de Aragón te Los Bastantes.
Pored relativno male veličine, Navaru odlikuju potpuni kontrasti u zemljopisnim odlikama, u rasponu Pireneja koji dominiraju teritorijem do ravnica doline rijeke Ebro na jugu. Najviša točka u Navarri je Mesa de los Tres Reyes, visine 2.428 metara. Ostale važne planine su Txamantxoia, Kartxela, Larra-Belagua masiv, Sierra de Alaiz, Untzueko Harria, Sierra de Leyre, Sierra del Perdón, Montejurra, Ezkaba, Monte Ori, Sierra de Codés, Urbasa, Andia i planinski lanac Aralar. Na sjeveru je klima pod utjecajem Atlantskog oceana (po Köppenu: Cfb). U središnjoj Navari ljetne padaline se smanjuju, što dovodi do mediteranske klime (po Köppenu: CSA i CSB) Na najjužnijem dijelu Navarra je hladna polusuha klima (po Köppenu: BSK)

### Hidrologija
U Navari postoje dva hidrografska područja: kantabrijski i mediteranski slijev.
Kantabrijski slijev zauzima oko 1000 km², što predstavlja 10% teritorija Navare. Rijeke ovog slijeva teku dubokim dolinama, ima kratki tok i njihovi slijevovi su maleni. Također se odlikuju strmim padinama i visokom erozivnom snagom.
Rijeke su vrlo redovite zbog obilne i stalne kiše na tom području. Glavne rijeke u ovom slijevu su: Bidasoa (zove se Baztán u početnoj fazi), Araxes, Urumea, Leizarán.
Mediteranski slijev ima površinu oko 9000 km² što predstavlja 90 % teritorija Navare. Ovaj aspekt rijeke teku u Sredozemno more preko rijeke Ebro koji traje oko 90 km ² zajednicu uglavnom obilježavanje ovaj put graniči autonomne zajednice La Rioja. Ova rijeka prima podatke od glavnih rijeka Navare: El Arga, El Ega i Aragón i dajući joj 4180 hm³ što čini 23%.

### Reljef
U reljefu Navare razlikuuju se dvije zone:sjeverno planinsko područje Navare, hrapavi Pireneji, s prosječnim gradijent od oko 10-20 %, s najvišom točkom u Mesa de los Tres Reyes (2438 metara). Na jugu, La Ribeira, u blizini ogromne ravnice s obroncima općenito manjim od 5%. Između to dvoje je prijelazna zona zvana Navarra Media (središnja Navara) ili Zona Media (središnja zona) područje s planinama na sjeveru i širokim ravnicama jugu s nagibom između 5 i 10%.
Ove dvije zone su odvojeni crtom počevši od Sierra de Codés, nastavljajući za Santiago Lóquiz, Andia, Echauri, Perdón, Aláiz, Izco, Leyre i Navascués. U planini dominiraju zemljišta s više od 600 metara nadmorske visine. U Ribeiri, međutim,  prevladavaju zemljišta ispod 400 metara, iako su neka područja viša od 600 metara. (Sierra de Peralta, Bardena Negra, Montes del Cierzo. Oko 40 % teritorija Navare je iznad 600 metara a preostalih 60 % niže. Ta brda su dijelom baskijskog gorja.

## Demografija

### Jezici
Prema zakonu iz 1986. kojim je uređeno govorno područje gdje je baskijski jezik ima status službenog jezika, Navara je jezično podjeljena na tri zone: baskofonu, mješovitu i nebaskofonu.
U baskofonoj i mješovitoj zoni, baskijski ima službeni status, zajedno sa španjolskim, dok u nebaskofonoj zoni nema uopće status službenog jezika. Status službenog jezika pretpostavlja da, između ostalog, zemljopisni nazivi budu na baskijskom, te jamči pravo građanima da se služe baskijskim u komunikaciji s javnom upravom.
Baskijski jezik puno sporije napreduje u Navari nego u ostale 3 pokrajine južne Baskije  (Alava, Bikaja, Gipuskoa). Unatoč tomu, broj djece koja uče baskijski u školama je u stalnom rastu.

## Kultura
Navara povijesno središte države Baska u srednjem vijeku (Kraljevina Navara). Međutim, prema istraživanjima iz 1981. i 1991. 51% se uopće ne smatra Baskima što je najveći postotak od svih 7 povijesnih baskijskih regija. Oko 80% stanovništva uopće ne zna baskijski jezik.

## Teritorijalni ustroj
U srednjem vijeku i za vrijeme trajanja Županijskog vijeća Merindade su imale je ulogu lokalne vlasti, pa čak i izbornih jedinica (od 1841. do kraja Francova režima, merindade su djelovale kao provincijske izborne jedinice za izbor pokrajinskih zastupnika. Današnje merindade nemaju upravne ovlasti, iako se ta područja preklapaju s postojećim sudskim pokrajinama (iako u njima dvjema se mijenja sjedište).
Te tradicionalne merindade su:
- Erriberri
- Lizarra
- Iruñea
- Tutera
- Zangoza

Navara je pak, poljoprivredno, podijeljena na 7 zona tj. sedam poljoprivrednih županija (comarcas Agrícolas):
Županije (comarcas, eskualdeak) unutar Navare su:
- Cinco Villas (baskijski:Bortziriak ili  Bortzerriak)
- Baztán (baskijski:Baztanaldea)
- Tudela (baskijski:Tuteraldea)
- Alto Bidasoa (baskijski:Malerreka)
- Barranca (baskijski:Sakana)
- Norte de Aralar (baskijski:Leitzaldea)
- Aoiz (baskijski:Agoitzaldea)
- Lumbier (baskijski:Irunberrialdea)
- Auñamendi (baskijski:Auñamendiko eskualdea)
- Cuenca de Pamplona (baskijski:Iruñerria)
- Puente la Reina (baskijski:Garesaldea)
- Estella Oriental (baskijski:Lizarraldea)
- Estella Occidental (baskijski:Vianaldea)
- Sangüesa (baskijski:Zangozerria)
- Tafalla (baskijski:Tafallaldea)
- Ribera del Alto (baskijski: Ebro Erribera Garaia ili Goi Erribera)
- Ribera Arga-Aragón (baskijski:Arga-Aragoiko Erribera)
- Roncal-Salazar (baskijski:Erronkari-Zaraitzu)
- Ultzamaldea  (baskijski: Ultzamaldea)

## Himna Navare
Himna se povijesno naziva "Himna Sabora", koji duguje svoje podrijetlo "Marš za ulazak Kraljevstvakoja se iuvodila u klaustru katedrale u Pamploni za vrijeme zasijedanja Sabora Navare, povodom njegovih sastanaka.
| španjolski | baskijski |
| --- | --- |
| Por Navarra tierra brava y noble, siempre fiel, que tiene por blasón la vieja ley tradicional Por Navarra pueblo de alma libre proclamemos juntos nuestro afán universal En cordial unión, con leal tesón, trabajemos y hermanados todos lograremos. honra, amor y paz. | Nafarroa, lur haundi ta azkar, beti leial, zure ospea da antzinako lege zaharra Nafarroa, gizon askatuen sorlekua, zuri nahi dizugu gaur kanta Gaiten denok bat, denok gogo bat behin betiko iritsi dezagun aintza, bake eta maitasuna |

## Kulturno naslijeđe
Navara je mješavina svoje Vaskonske tradicije prekopirenejskog priljeva ljudi i ideja i mediteranskih utjecaja koji su dolazili od Ebra. Dolina Ebro je pogodan za pšenicu, povrće, vino, pa čak i maslinike kao u Aragonu i La Rioji. Ona je bila dio Rimskog Carstva, naseljena Vaskoncima, kasnije na svojim južnim rubovima pod kontrolom muslimana Banu Qasi, čija je vlast bila preuzeta od strane taifa kraljevstva Tudela u 11. stoljeću .
Tijekom Rekonkviste, Navara je stekla malo teritorija nauštrb muslimana, jer je njena južna granica već bila uspostavljena u vrijeme bitke kod Las Navas de Tolosa godine 1212. Počevši od 11. stoljeću, Put svetog Jakova porastao je na važnosti. To je donijelo hodočasnike,  trgovce i kršćanske vojnika sa sjevera. Gaskonjci i Oksitanci s one strane Pirineja (nazivani Francima primili su samoupravu i druge povlastice za naseljavanje navareških gradova, a oni donijeli svoje obrte, kulturu i romanske jezike.
Židovi i muslimani su bili proganjani i na sjeveru i jugu Navare, a protjerani su najvećim dijelom tijekom kasnog 15. stoljeća do početka 16. stoljeća. Kraljevstvo se borilo za zadržavanje svog identiteta u 14. i 15. stoljeću, a nakon što je kralj Fernando nasilno pripojio Navaru nakon smrti svoje supruge kraljice Isabelle, nastavio je s protjerivanjem i prisilnom integracijom  Conversosa i Mudéjara godine 1492. Stoga, Tudela više nije mogla služiti kao utočište nakon što je inkvizitori počela djelovati.

## Energetska politika
Navara je vodeća u Europi po korištenju obnovljivih izvora energije. U planu je da do 2010. godine u potpunosti prijeđe na korištenje obnovljivih izvora energije. U 2004. godini, 61% potrebne energije dolazilo je iz obnovljivih izvora (43.6% iz 28 vjetroelektrana, 12% iz 100 malih hidroelektrana i 5.3% iz bioelektrana). Također, u ovoj regiji je najveća Špnjolska solarna elektrana, smještena na Montes de Cierzo de Tudela (kapaciteta 1.2 MWs ), zajedno s još nekoliko manjih.
U program razvoja od 2004. uključuje i nove solarne elektrane Larrión (0.25 MWs) i španjolsku najveću na Castejónu (2.44 Mws).